# Крива Река (Брус)
Крива Река је насеље у Србији у општини Брус у Расинском округу. Према попису из 2022. било је 300 становника (према попису из 1991. било је 775 становника).
У насељу се налази црква светих Петра и Павла, подигнута 1618. године, која се од 1979. године налази под заштитом Републике Србије, као споменик културе од великог значаја. Током Другог светског рата, немачке окупационе снаге су 1942. године, током једне казнене експедиције, у цркву затворили већи број мештана, након чега су је дигли у ваздух.

## Демографија
У насељу Крива Река живи 431 пунолетни становник, а просечна старост становништва износи 42,6 година (41,6 код мушкараца и 43,7 код жена). У насељу има 151 домаћинство, а просечан број чланова по домаћинству је 3,44.
Ово насеље је великим делом насељено Србима (према попису из 2002. године), а у последња три пописа, примећен је пад у броју становника.
|  |

| Демографија | Демографија | Демографија |
| Година      | Становника  | Становника  |
| ----------- | ----------- | ----------- |
| 1948.       | 773         |             |
| 1953.       | 918         |             |
| 1961.       | 1.086       |             |
| 1971.       | 1.105       |             |
| 1981.       | 922         |             |
| 1991.       | 775         | 681         |
| 2002.       | 519         | 629         |

| Етнички састав према попису из 2002.‍ | Етнички састав према попису из 2002.‍ | Етнички састав према попису из 2002.‍ | Етнички састав према попису из 2002.‍ | Етнички састав према попису из 2002.‍ |
| ------------------------------------ | ------------------------------------ | ------------------------------------ | ------------------------------------ | ------------------------------------ |
|                                      |                                      |                                      |                                      |                                      |
| Срби                                 | Срби                                 |                                      | 518                                  | 99,80%                               |
| непознато                            | непознато                            |                                      | 0                                    | 0,0%                                 |

| Година пописа     | 1948. | 1953. | 1961. | 1971. | 1981. | 1991. | 2002. |
| ----------------- | ----- | ----- | ----- | ----- | ----- | ----- | ----- |
| Број домаћинстава | 84    | 96    | 129   | 161   | 156   | 155   | 151   |

| Број чланова      | 1  | 2  | 3  | 4  | 5  | 6 | 7 | 8 | 9 | 10 и више | Просек |
| ----------------- | -- | -- | -- | -- | -- | - | - | - | - | --------- | ------ |
| Број домаћинстава | 19 | 43 | 27 | 20 | 21 | 9 | 7 | 1 | 3 | 1         | 3,44   |

| Пол    | Укупно | Неожењен/Неудата | Ожењен/Удата | Удовац/Удовица | Разведен/Разведена | Непознато |
| ------ | ------ | ---------------- | ------------ | -------------- | ------------------ | --------- |
| Мушки  | 231    | 77               | 141          | 12             | 1                  | 0         |
| Женски | 216    | 28               | 146          | 39             | 2                  | 1         |
| УКУПНО | 447    | 105              | 287          | 51             | 3                  | 1         |

| Пол    | Укупно                    | Пољопривреда, лов и шумарство | Рибарство                            | Вађење руде и камена | Прерађивачка индустрија       |
| ------ | ------------------------- | ----------------------------- | ------------------------------------ | -------------------- | ----------------------------- |
| Мушки  | 166                       | 149                           | 0                                    | 0                    | 3                             |
| Женски | 99                        | 92                            | 0                                    | 0                    | 0                             |
| УКУПНО | 265                       | 241                           | 0                                    | 0                    | 3                             |
| Пол    | Производња и снабдевање   | Грађевинарство                | Трговина                             | Хотели и ресторани   | Саобраћај, складиштење и везе |
| Мушки  | 0                         | 1                             | 5                                    | 1                    | 1                             |
| Женски | 0                         | 0                             | 2                                    | 0                    | 1                             |
| УКУПНО | 0                         | 1                             | 7                                    | 1                    | 2                             |
| Пол    | Финансијско посредовање   | Некретнине                    | Државна управа и одбрана             | Образовање           | Здравствени и социјални рад   |
| Мушки  | 0                         | 0                             | 2                                    | 1                    | 0                             |
| Женски | 0                         | 0                             | 0                                    | 3                    | 1                             |
| УКУПНО | 0                         | 0                             | 2                                    | 4                    | 1                             |
| Пол    | Остале услужне активности | Приватна домаћинства          | Екстериторијалне организације и тела | Непознато            | Непознато                     |
| Мушки  | 1                         | 0                             | 0                                    | 2                    | 2                             |
| Женски | 0                         | 0                             | 0                                    | 0                    | 0                             |
| УКУПНО | 1                         | 0                             | 0                                    | 2                    | 2                             |